# 佐渡ヶ嶽部屋

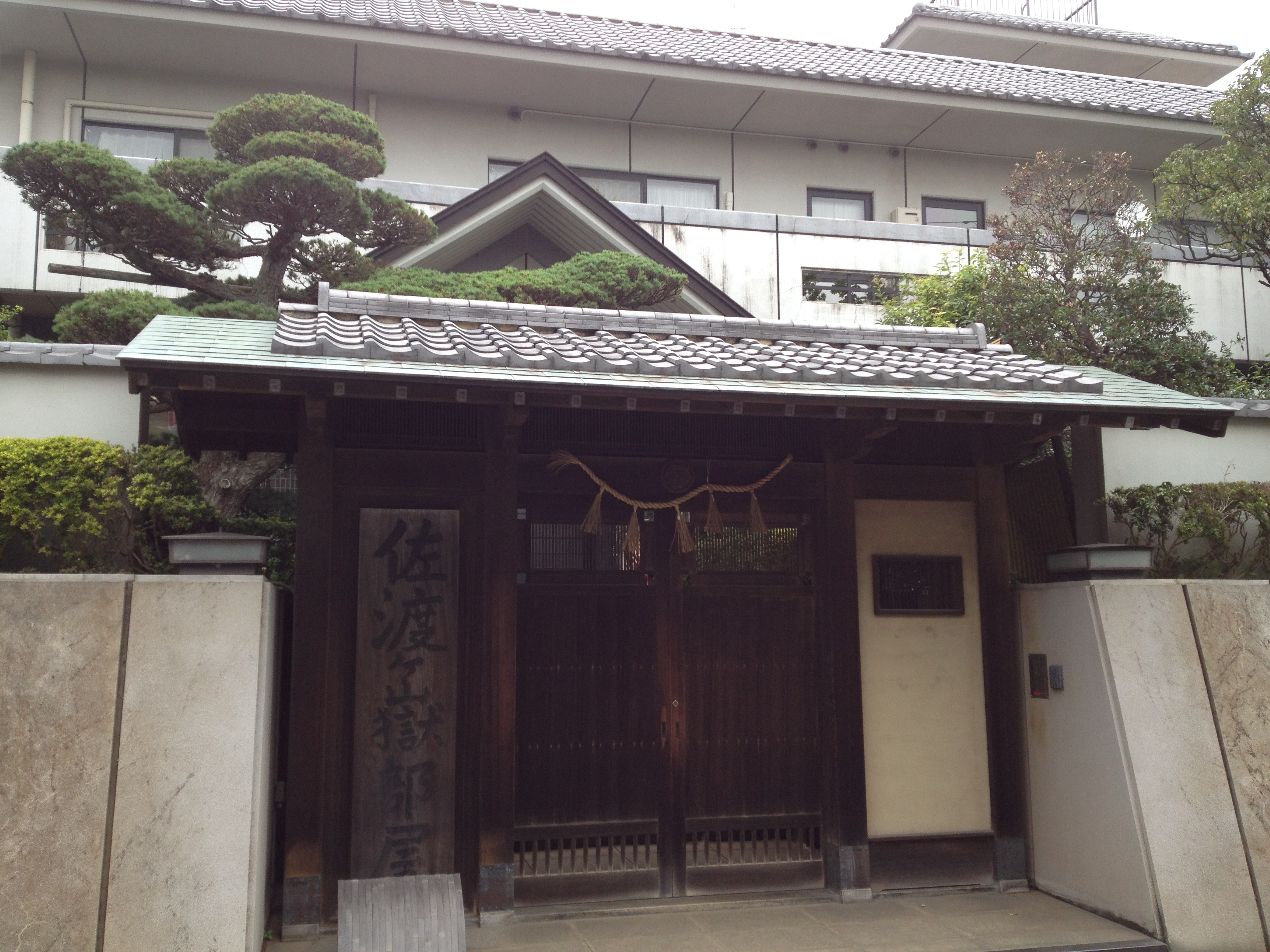
佐渡ヶ嶽部屋

佐渡ヶ嶽部屋（さどがたけべや）は、日本相撲協会所属で二所ノ関一門の相撲部屋。

## 歴史
二所ノ関部屋に所属する元小結・琴錦（初代）が1955年（昭和30年）5月場所限りで引退して年寄・11代佐渡ヶ嶽を襲名すると同時に、数名の内弟子を連れて分家独立する形で佐渡ヶ嶽部屋を創設した。11代は横綱・琴櫻、大関・琴ヶ濱、関脇・長谷川らを育てたが、1974年7月場所中に急逝した。
11代が逝去したため、1974年7月場所前に引退して年寄・11代白玉を襲名したばかりの琴櫻が名跡変更し、同年7月に12代佐渡ヶ嶽を襲名して部屋を継承した。12代は精力的に弟子のスカウト活動に力を注ぎ、先代時代からの内弟子だった琴風を大関に育て上げたほか、関脇・琴富士や関脇・琴錦（2代）など幕内力士を数多く育て上げ、佐渡ヶ嶽部屋を大部屋へと成長させた。
12代が2005年11月場所13日目（同年11月25日）に定年退職を迎えたため、婿養子の元関脇の琴ノ若（初代）が同日に現役を引退し、年寄・13代佐渡ヶ嶽を襲名して部屋を継承した。直後に先代からの弟子である琴欧洲が大関へ昇進し、2007年には琴光喜、2011年には琴奨菊（いずれも先代からの弟子）、2024年には琴ノ若（2代。13代の弟子及び長男。現・2代琴櫻）が続いて大関に昇進した。2006年6月には琴欧洲を筆頭に13人の所属力士がイスラエル外務省の招きで現地を訪れ、親善相撲を行った。

### 特徴
1965年1月場所から完全部屋別総当たり制度が導入されたが、その時点で幕内力士を出していた部屋の中で唯一、現在に至るまで幕内力士を絶やしたことがない。
所属力士は「琴」という1字が頭に付けられた四股名を名乗り、呼出の名前もまた「琴」から始まる（現役の琴三・琴𠮷やかつての琴二など）が、これは11代の故郷である香川県観音寺市にある琴弾八幡宮に由来している。琴光喜が初土俵時に名乗った琴田宮など、本名で土俵に上がる場合でも本名の前に「琴」の字を付けて四股名を作ることが通例である。12代からは「琴という字は今に王になるという意味だ」と伝えられた。ただし、これは1975年あたりからで、それ以前は長谷川のように本名を名乗る力士や四股名に「琴」の付かない力士も多く存在した。部屋の中での呼称は「琴」の部分を省略される。行司については現役では「琴」の字が付く名前の者はいないが（現役所属行司は幕下格の式守輝乃典）、かつて昭和50年代に、序二段格までしかいかなかったが、「式守琴之助」という名前の行司が所属していた。
佐渡ヶ嶽部屋から直接分家独立した例は、尾車部屋を創設した琴風、鳴戸部屋を創設した琴欧洲、秀ノ山部屋を創設した琴奨菊の3例。その他、琴錦（2代）が引退後に尾車部屋へ身を寄せ、その後朝日山部屋を創設して伊勢ヶ濱一門へ移籍した。

## 所在地
- 千葉県松戸市串崎南町39
- 北総鉄道松飛台駅徒歩7分
- 現在地に移転するまでは、墨田区太平に部屋を構えていた。

## 師匠
- 11代：佐渡ヶ嶽登（さどがたけ のぼる、小結・琴錦、香川）
- 12代：佐渡ヶ嶽慶兼（さどがたけ よしかね、第53代横綱・琴櫻、鳥取）
- 13代：佐渡ヶ嶽満宗（さどがたけ みつむね、関脇・琴ノ若、山形）

## 部屋付き親方
- 粂川佳弘（くめがわ よしひろ、小結・琴稲妻、群馬）
- 白玉克之（しらたま かつゆき、前3・琴椿、沖縄）
- 浜風政宗（はまかぜ まさむね、前3・五城楼、宮城）※間垣部屋より移籍
- 荒磯勇輝（あらいそ ゆうき、関脇・琴勇輝、香川）
- 尾車充隆（おぐるま みつたか、前4・琴恵光、宮崎）

## 若者頭
- 琴裕将由拡（ことゆうしょう よしひろ、十13・琴裕将、奈良）

## 力士

### 現役の関取経験力士
- 琴櫻将傑（大関・千葉）13代弟子
- 琴勝峰吉成（前3・千葉）13代弟子
- 琴栄峰央起（前17・千葉）13代弟子

### 横綱・大関

#### 横綱
- 琴櫻傑將（53代横綱・鳥取）11代弟子

#### 大関
- 琴ヶ濱貞雄（香川）11代弟子　入門時二所ノ関部屋
- 琴風豪規（三重）11代、12代弟子
- 琴光喜啓司（愛知）12代、13代弟子
- 琴欧洲勝紀（ブルガリア）12代、13代弟子
- 琴奨菊和弘（福岡）12代、13代弟子

### 幕内

#### 関脇
- 長谷川勝敏（北海道）11代、12代弟子
- 琴ヶ梅剛史（富山）12代弟子
- 琴富士孝也（千葉）12代弟子
- 琴錦功宗（群馬）12代弟子
- 琴ノ若晴將（山形）12代弟子
- 琴勇輝一巖（香川）13代弟子

#### 小結
- 琴稲妻佳弘（群馬）12代弟子

#### 前頭
- 琴ヶ嶽綱一（前1・北海道）11代、12代弟子
- 琴別府要平（前1・大分）12代弟子
- 琴龍宏央（前1・兵庫）12代弟子
- 琴若央雄（前2・北海道）11代、12代弟子
- 琴椿克之（前3・沖縄）12代弟子
- 琴恵光充憲（前4・宮崎）13代弟子
- 琴乃富士太喜（前5・北海道）11代、12代弟子
- 琴千歳幸征（前5・北海道）11代、12代弟子
- 琴春日桂吾（前7・福岡）12代、13代弟子

### 十両
- 朝風新一郎（十2・香川）11代弟子
- 琴白山俊也（十4・石川）12代弟子
- 琴国晃将（十4・岡山）12代、13代弟子
- 琴禮巨樹 （十5・福岡）12代、13代弟子
- 琴立山兼滋（十7・富山）11代、12代弟子
- 琴冠佑源正（十7・北海道）12代、13代弟子
- 琴嵐佳史（十9・大阪）12代弟子
- 琴の郷栄一（十11・北海道）11代、12代弟子
- 琴の龍功師（十11・福岡）11代、12代弟子
- 琴岩国武士（十12・山口）12代弟子
- 琴弥山幸基（十12・島根）12代、13代弟子
- 琴乃峰篤実（十13・福岡）12代、13代弟子
- 琴裕将由拡（十13・奈良）13代弟子

## 旧・佐渡ヶ嶽部屋（初代～4代）

### 師匠
- 初代：佐渡ヶ嶽澤右衛門（前2・佐渡嶽沢右エ門、上野国）
- 2代：佐渡ヶ嶽大五郎（三段目・五百ヶ嶽大五郎、上野国）
- 3代：佐渡ヶ嶽澤右衛門（小結・関ノ戸澤右エ門、上野国）
- 4代：佐渡ヶ嶽澤右衛門（前1・桟シ初五郎、伯耆国）

### 力士

#### 横綱
- 稲妻雷五郎（7代横綱、常陸国）

## 旧・佐渡ヶ嶽部屋（7代～10代）
現在の佐渡ヶ嶽部屋とは違い高砂系列であった。横綱・男女ノ川は、入門当時は高砂部屋であったが、その後10代佐渡ヶ嶽の弟子となった。戦前の相撲部屋で唯一埼玉県に本拠を構えたことのある部屋であった。

### 師匠
- 7代：佐渡ヶ嶽兵右衛門（十8・戸上山兵右エ門、東京）
- 8代：佐渡ヶ嶽兵右衛門（十両・眞崎春吉、不明）
- 9代：佐渡ヶ嶽脇太郎（前17・玉ノ川脇太郎、神奈川）
- 10代：佐渡ヶ嶽高一郎（前1・阿久津川高一郎、栃木）

### 力士

#### 横綱
- 男女ノ川登三（34代横綱、茨城）